# Mieders
Mieders je obec v Rakousku ve spolkové zemi Tyrolsko v okrese Innsbruck-venkov.
V obci žije přibližně 1 900 obyvatel.

## Geografie
Mieders leží v přední části údolí Stubai (Stubaital) v mírně stoupajícím svahu na úpatí hory Seles (2718 m n. m.).
Na katastrálním území obce se nachází mimo Mieders a Oweges další lokality, malé osady jako Bachleiten am Zirkenbach, Pflusental ober der Ruetz a Kirchbrücke poblíž Telfes.
Obec sousedí s obcemi Schönberg im Stubaital, Mühlbachl, Fulpmes a Telfes im Stubai.

## Historie
První písemná zmínka pochází ze spisů kláštera Ebersberg z období 1115–1116, kde je obec uváděna jako Miders. Další pozdější názvy byly MyedersaMiederes. Název je pravděpodobně odvozen od keltského bidatas znamenající osídlení malých farem.
V 16. a 17. století se v Mühltalu na úpatí hory Serles těžilo stříbro a železo.
Od 31. května 1923 byla obec začleněna do okresu Innsbruck.

## Infrastrukrura
Obcí prochází silnice B 183 (Stubaitalstraße) a s Innbruckem je spojeno autobusovou linkou 590.
V blízkosti Fulpmes na území Mieders se nachází pískovna.

## Znak
Městský znak, udělený v roce 1975, pochází od předního posla Pittla a poprvé se objevuje na listině z roku 1344.
Blason: štít dělený šikmo vpravo červeným a stříbrným pruhem. V horním poli dvě černá zkřížená kladívka, v dolním poli černá váha.